# Raków (powiat Kielecki)
Raków is een dorp in het Poolse woiwodschap Święty Krzyż, in het district Kielecki. De plaats maakt deel uit van de gemeente Raków en telt 1213 inwoners.

## Verkeer en vervoer
- Station Raków Opatowski

## Geboren
- Stanislaus Lubieniecki (1623 - 1675), theoloog, geschiedschrijver en sterrenkundige

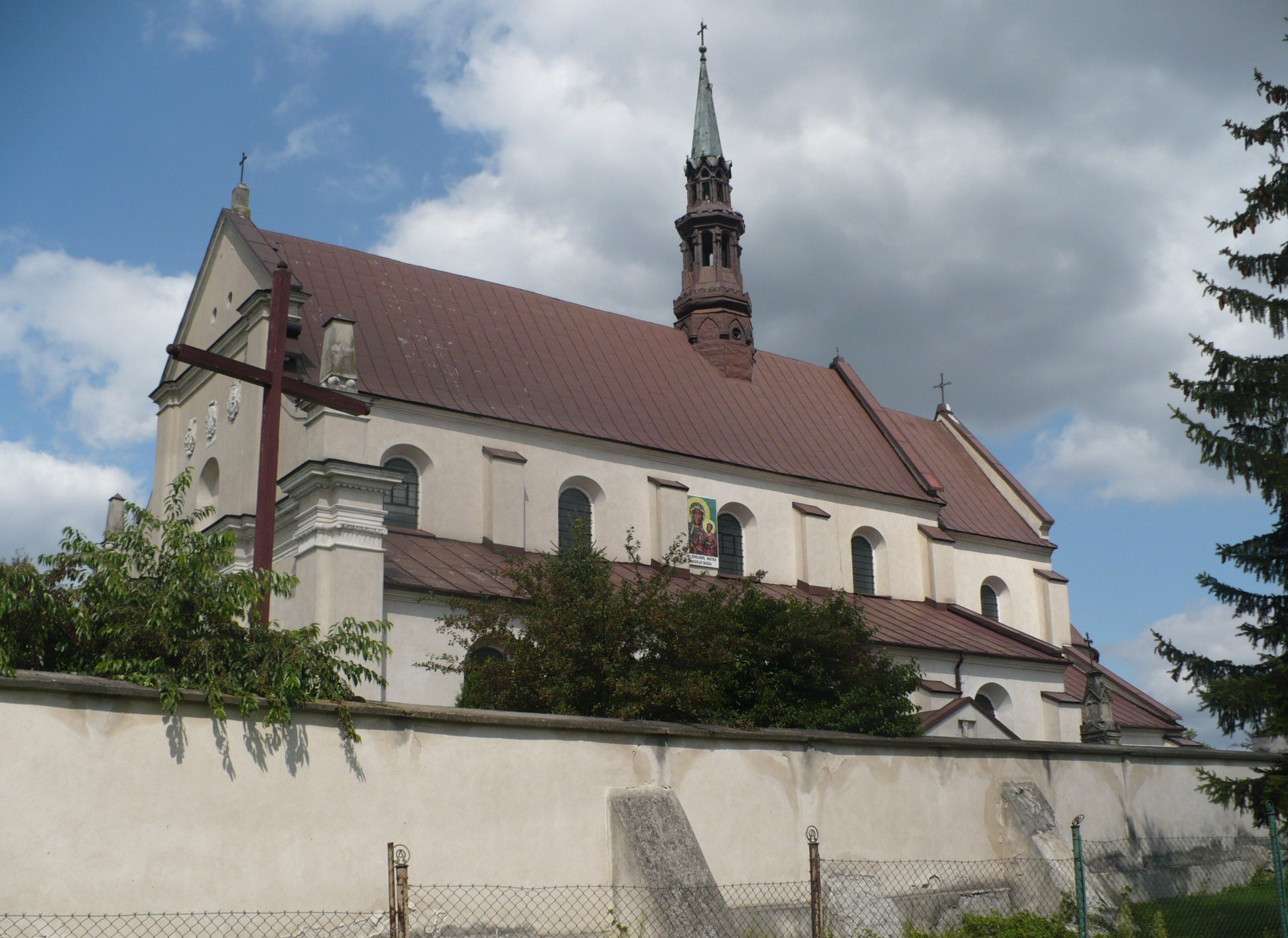
Kerk in Raków